# Yoshiwara-juku
Yoshiwara-juku (吉原宿, Yoshiwara-juku) était la quatorzième des cinquante-trois stations du Tōkaidō. Elle est située dans la ville de Fuji, préfecture de Shizuoka au Japon.

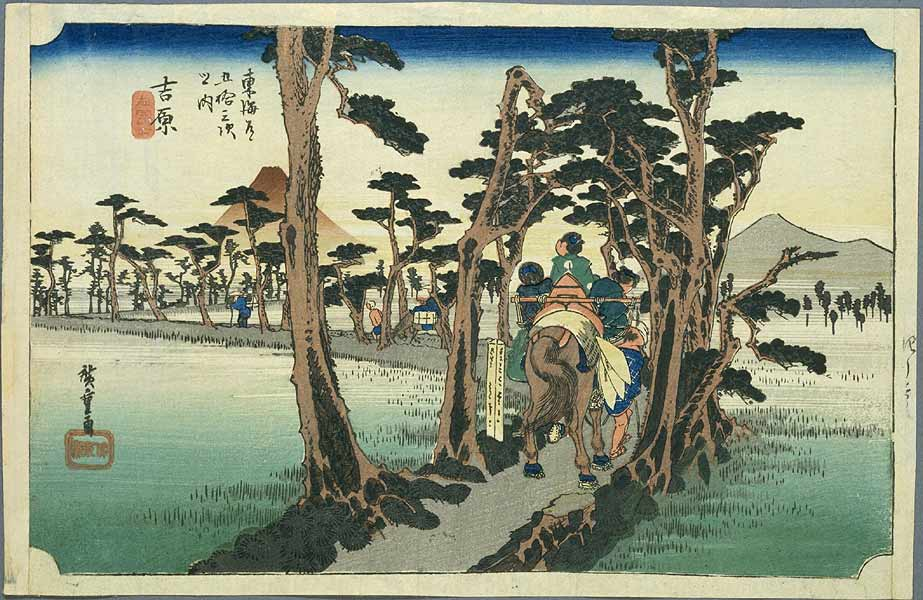
Yoshiwara-juku dans les années 1830, estampe d'Hiroshige (édition Hoeido) de la série Les Cinquante-trois Stations du Tōkaidō (1831-1834).

Le festival Yoshiwara-juku qui montre l'histoire de la région se tient chaque année en octobre et novembre à Fuji.

## Histoire
Yoshiwara-juku était originellement située près de l'actuelle gare de Yoshiwara sur la ligne principale Tōkaidō mais après un tsunami dévastateur en 1639, la station fut reconstruite plus à l'intérieur des terres dans ce qui est l'arrondissement Yodahara de Fuji. En 1680, la zone fut de nouveau dévastée par un puissant tsunami et la station (shukuba) fut à nouveau déplacée à son emplacement actuel. Bien que l'essentiel de la route du Tōkaidō dans les provinces  de Sagami et Suruga longeait la côte comme l'indique son nom (« route de la mer de l'Est »), les voyageurs s'éloignaient de la mer à Hara-juku. Par ailleurs, jusqu'à ce point du cheminement, les voyageurs en provenance d'Edo pouvaient toujours voir le mont Fuji sur leur côté droit. Mais quand ils s'éloignaient à l'intérieur des terres, ils pouvaient voir le mont Fuji sur leur gauche et la vue en vint à être appelée « Fuji à gauche » (左富士, Hidari Fuji).
Durant la période Edo, une longue colonnade de pins longeait la route à cet endroit. C'est ce que montre l'estampe ukiyoe classique d'Ando Hiroshige (édition Hoeido) de 1831-1834 où l'on voit un serviteur menant des voyageuses sur un cheval sur un étroit passage aligné de pins avec le mont Fuji à gauche.